# Persecución de los yazidíes

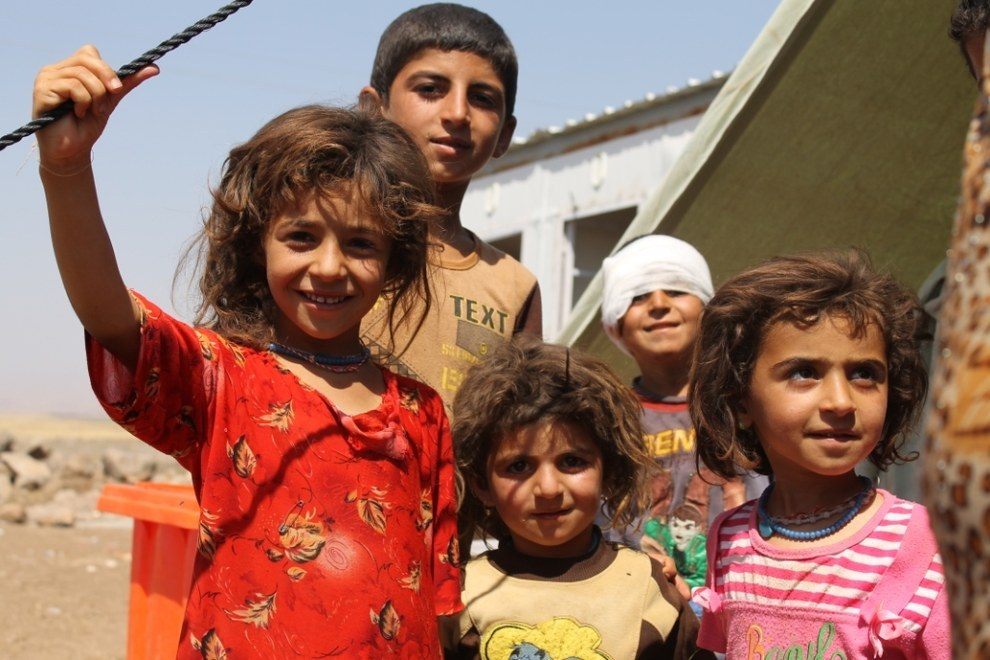
Niños refugiados yazidíes de Sinjar en el campamento de Newroz, distrito de Al-Malikiyah, agosto de 2014, después de la masacre de Sinjar.

La persecución de los yazidíes ha estado en curso desde al menos el año 637 d. C. Los yazidíes son una minoría endogámica y mayoritariamente de habla kurmanyi, autóctona del Kurdistán. La religión yazidí ha sido considerada históricamente como una "adoración al diablo" entre los seguidores de las religiones abrahámicas, principalmente entre los musulmanes y todavía es descrita como tal por algunos grupos, especialmente por los extremistas islámicos.

Los yazidíes han sido perseguidos por entidades y grupos estatales musulmanes circundantes desde la época medieval, sobre todo por los otomanos y las tribus y principados musulmanes árabes y kurdos cercanos.

Después de la masacre de miles de yazidíes en Sinjar por parte del Estado Islámico en 2014, que inició el genocidio étnico, cultural y religioso de los yazidíes en Irak, los yazidíes aún enfrentan discriminación por parte del gobierno iraquí y el Gobierno Regional del Kurdistán.

## Primeros episodios de persecución
Algunas tribus kurdas islamizadas en el siglo X, se unieron a la persecución de los yazidíes en las montañas de Hakkâri. Debido a su religión, los kurdos musulmanes persiguieron y atacaron a los yazidíes con particular brutalidad. En ocasiones, durante estas masacres, los kurdos musulmanes intentaron obligar a los yazidíes a convertirse al Islam. Casi toda la población yazidí fue aniquilada por masacres llevadas a cabo por kurdos musulmanes y turcos en el siglo XIX.

### SigloXIII
En 1254, el sobrino nieto del jeque Adi ibn Musafir, Al-Hasan ibn Adi, junto a 200 de sus partidarios fueron ejecutados por Badr al-Din Lu'lu', quien era un armenio converso al Islam y gobernador zangi de Mosul. La tumba del jeque Adi en Lalish fue luego profanada.

### SigloXV
En 1415, un teólogo shafi, ‘Izz al-Dīn al Hulwānī, con el apoyo militar de los kurdos sunitas de la tribu Sindi y del señor de Ḥiṣn Kayfā, atacó Lalish y quemó el templo. Los yazidíes luego reconstruyeron su templo y la tumba del jeque Adi.

### SigloXVI
En el año 1585, los yazidíes en las montañas Sinjar fueron atacados por los kurdos sunitas de Bohtan.

### SigloXIX

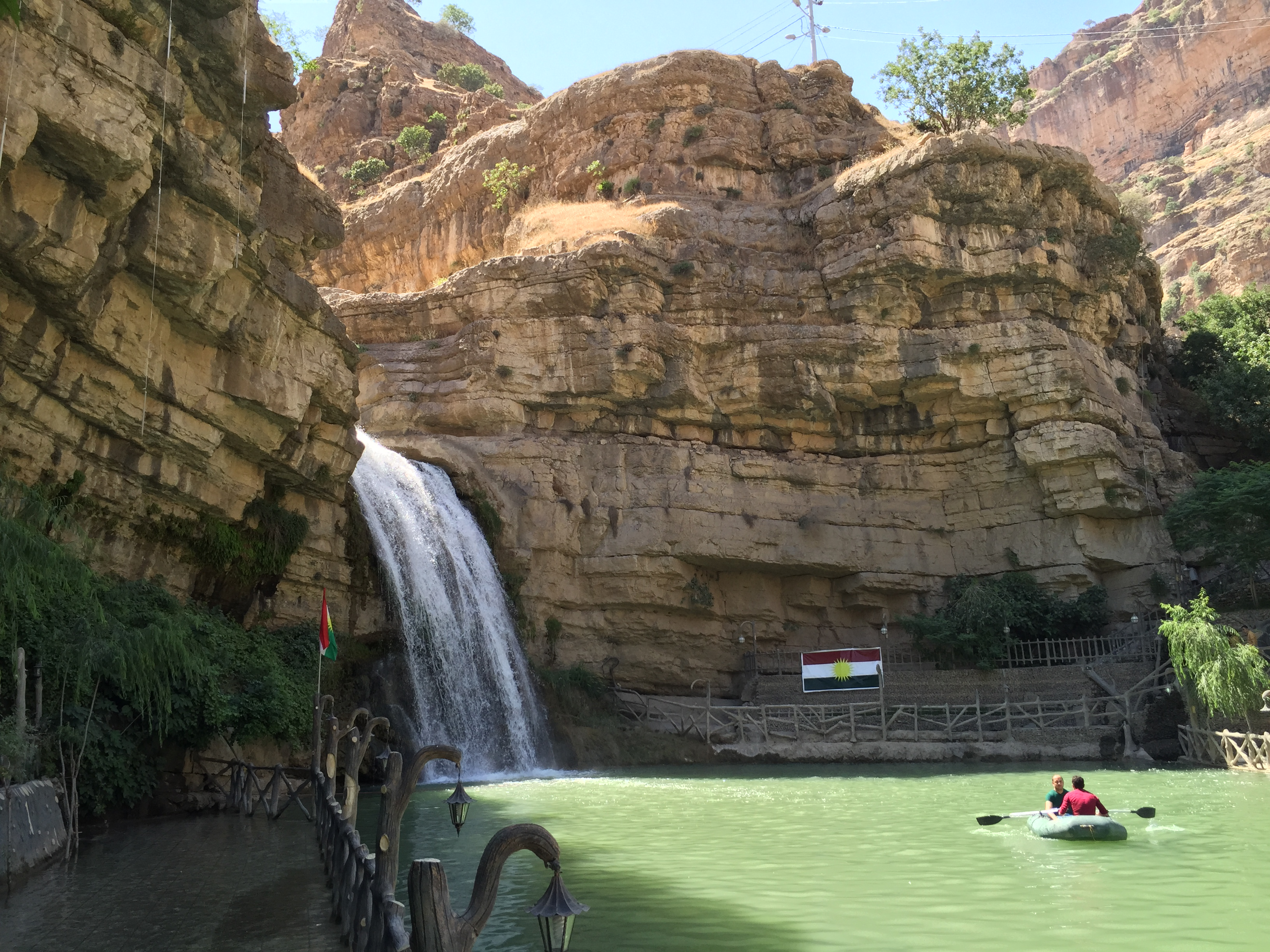
La cascada Geli Ali Beg en el Kurdistán iraquí recibe su nombre del líder yazidí Ali Beg, que fue asesinado allí en 1832 por el príncipe kurdo Muhammad Pasha de Rawanduz.

En el año 1832, los príncipes kurdos sunitas Bedir Khan Beg y Muhammad Pasha de Rawanduz asesinaron a unos 70 000 yazidíes. Pocos años después, durante sus viajes de investigación en 1843, el viajero y orientalista ruso Ilya Berezin mencionó que 7000 yazidíes fueron asesinados por kurdos de Rawandiz en las colinas de Nínive, cerca de Mosul, poco antes de su llegada. Según muchos informes históricos, las masacres de Bedir Khan pueden calificarse actualmente como un genocidio.
En 1831, Muhammad Pasha masacró a la gente de la aldea de Kellek. Luego se dirigió al norte y atacó toda la región de las colinas habitada por yazidíes que se encontraba al este de Mosul. Algunos yazidíes lograron refugiarse en los bosques y fortalezas montañosas vecinas, y algunos de ellos lograron escapar a lugares distantes.

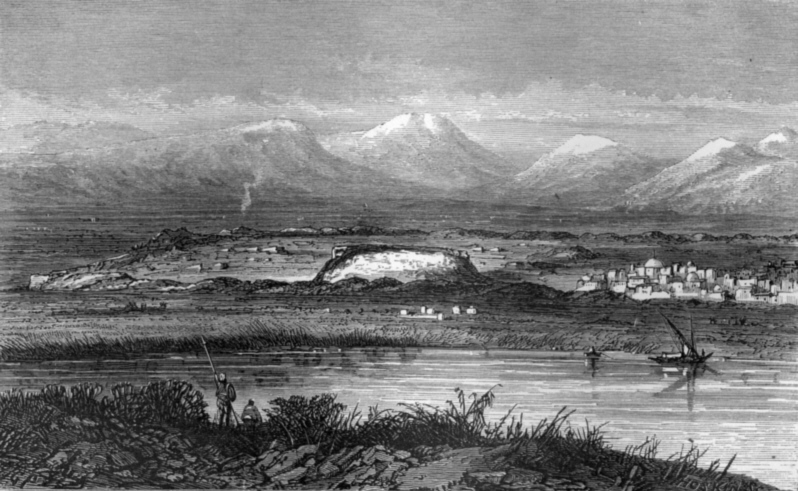
Muchos yazidíes de Sheikhan, que habían huido de los kurdos pero no pudieron cruzar el río Tigris, se reunieron en el gran montículo de Kouyunjik, donde fueron perseguidos y asesinados por los hombres de Muhammad Pasha.

En 1832, Muhammad Pasha y sus tropas cometieron una masacre contra los yazidíes en Khatarah. Posteriormente, atacaron a los yazidíes en Shekhan y mataron a muchos de ellos. En otro intento, él y sus tropas ocuparon más de 300 aldeas yazidíes. El emir secuestró a más de 10 000 yazidíes y los envió a Rawandiz; les dio el ultimátum de convertirse al Islam o ser asesinados. La mayoría de ellos se convirtió al Islam y aquellos que se negaron fueron asesinados.
En 1832 Bedir Khan Beg y sus tropas cometieron una masacre contra los yazidíes en Shekhan. Sus hombres casi mataron a toda la población yazidí de Shekhan. Algunos yazidíes intentaron escapar a Sinyar. En su intento, muchos de ellos se ahogaron en el río Tigris. Aquellos que no podían nadar fueron asesinados. Los hombres de Bedir Khan Beg mataron a unos 12 000 yazidíes en la orilla del río Tigris. También secuestraron a mujeres y niños yazidíes.
En 1833, los yazidíes que vivían en la región de Aqrah fueron atacados nuevamente por Muhammad Pasha y sus soldados. Los perpetradores mataron a 500 yazidíes en el Gran Zab. Después, Muhammad Pasha y sus tropas atacaron a los yazidíes que vivían en Sinyar y mataron a muchos de ellos.
En 1844, Bedir Khan Beg y sus hombres cometieron una masacre contra los yazidíes en la región de Tur Abdin. Sus hombres también capturaron a muchos yazidíes y los obligaron a convertirse al Islam, entre ellos los habitantes de siete aldeas yazidíes.

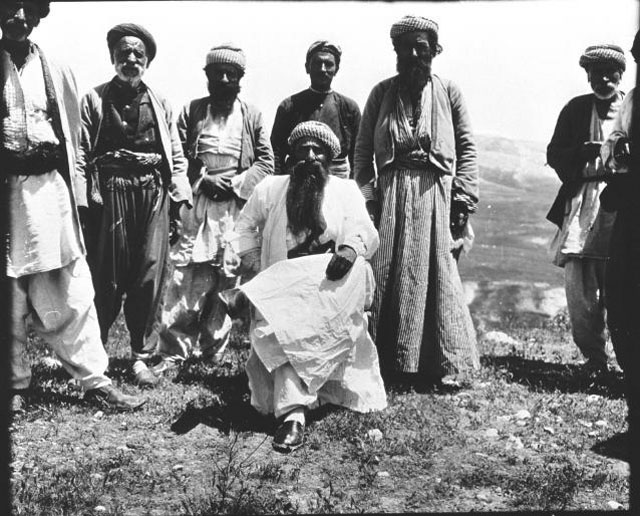
En el centro de la imagen Ali Beg II, nieto del líder yazidí Ali Beg y abuelo de Tahseen Said

Muchos yazidíes también se defendieron de los ataques. También lo hizo Ali Beg, el líder yazidí en Sheikhan. El líder yazidí Ali Beg movilizó sus fuerzas para oponerse a Muhammad Pasha, quien movilizó a las tribus kurdas que vivían en las montañas circundantes para lanzar un ataque contra los yazidíes. Las tropas de Ali Beg estaban en inferioridad numérica y Muhammad Pasha lo capturó y lo mató.

### Finales delsigloXIX
Luego de que los otomanos concedieran a los yazidíes un cierto estatus legal en 1849 a partir de las repetidas intervenciones de los diplomáticos británicos Stratford Canning y Sir Austen Henry Layard, enviaron a su general Omar Wahbi Pasha (más tarde conocido como "Ferîq Pasha" en memoria de los yazidíes) en 1890 o 1892 desde Mosul a los yazidíes en Shaikhan y nuevamente les dieron un ultimátum para que se convirtieran al Islam. Cuando los yazidíes se negaron, las áreas de Sinjar y Shaykhan fueron ocupadas y se cometió otra masacre entre los residentes. Los gobernantes otomanos movilizaron a la caballería Hamidiye para tomar medidas contra los yazidíes. Muchos pueblos yazidíes fueron atacados por la caballería Hamidiye y los residentes fueron asesinados. Las aldeas yazidíes de Bashiqa y Bahzani también fueron atacadas y muchos templos yazidíes fueron destruidos. El yazidí Mir Ali Beg fue capturado y retenido en Kastamonu. El santuario central de los yazidíes, Lalish, fue convertido en una escuela coránica. Esta condición duró doce años hasta que los yazidíes pudieron recuperarlo.

## SigloXX
Durante el genocidio armenio, muchos yazidíes fueron asesinados por la caballería de Hamidiye. Según Aziz Tamoyan, hasta 300 000 yazidíes fueron asesinados con los armenios, mientras que otros huyeron a Transcaucasia.
A pesar de que los yazidíes ocultaron de los otomanos a 20 000 cristianos en las Jebel montañas de Sinyar durante el genocidio armenio, y muchos yazidíes encontraron refugio en Armenia mientras huían de los kurdos y los turcos, los yazidíes sufrieron discriminación en Armenia. Los niños yazidíes tendían a ocultar sus identidades en las escuelas para no ser discriminados. Además, el término "yazidí" es utilizado a menudo por los no yazidíes de forma peyorativa.
En 1921, los yazidíes en el Reino de Irak bajo el dominio británico fueron oprimidos y atacados por el ejército. 

El ejército británico atacó aldeas yazidíes entre 1925 y 1935, matando a más de 100 yazidíes, incluido un líder yazidí. Según Arbella Bet-Shlimon, en 1935 el ejército iraquí atacó once aldeas yazidíes, puso Sinyar bajo la ley marcial y luego condenó a muchos prisioneros yazidíes a muerte o a largas sentencias porque se habían resistido al reclutamiento obligatorio; algunos de los prisioneros incluso desfilaron en Mosul frente a una multitud que los abucheaba y mató a uno de los cautivos.

## SigloXXI
En el siglo XXI, los yazidíes se enfrentaron a la violencia selectiva de los insurgentes durante la guerra de Irak, incluida una masacre de abril de 2007 que mató a 23 personas, y los atentados con bombas en las comunidades yazidíes de agisto de 2007, que mataron a 796. Las Unidades de Resistencia de Sinjar (YBŞ) se crearon para defender a los yazidíes tras estos ataques.
El genocidio de los yazidíes por parte del EIIL, que comenzó con la masacre de Sinjar de 2014, llevó a la expulsión, huida y exilio efectivo de los yazidíes de sus tierras ancestrales en Sinjar. Miles de mujeres y niñas yazidíes fueron obligadas a la esclavitud sexual por el grupo terrorista fundamentalista sunita de mayoría árabe EIIL, y miles de hombres yazidíes fueron asesinados. Entre 2000 y 5500 civiles yazidíes fueron asesinados durante lo que se ha llamado una "campaña de conversión forzada" llevada a cabo por el EIIL en el norte de Irak. El genocidio comenzó después de la retirada de la milicia Peshmerga del GRK, que dejó a los yazidíes indefensos. Entre las razones de la retirada de los Peshmerga estaba la falta de voluntad de los sunitas en las filas para luchar contra sus compañeros musulmanes en defensa de los yazidíes. La persecución de los yazidíes por parte del EIIL ganó atención internacional y condujo a otra intervención liderada por Estados Unidos en Irak, que comenzó con ataques aéreos contra el EIIL. Los combatientes del Partido de los Trabajadores de Kurdistán, las Unidades de Protección Popular y el Consejo Militar Sirio abrieron entonces un corredor humanitario hacia las montañas de Sinjar.
Desde 2016, en el contexto de la guerra civil siria, muchos yazidíes sirios han huido de la región de Afrin en el noroeste de la gobernación de Alepo, bajo ocupación militar turca, a la relativa seguridad de la secular Administración Autónoma del Norte y Este de Siria, debido al temor a la persecución por parte del Ejército Nacional Sirio respaldado por Turquía, una milicia abrumadoramente sunita y proturca.

### Región del Kurdistán
Según un informe de Human Rights Watch, las autoridades kurdas han utilizado tácticas de mano dura contra los yazidíes y fueron acusadas de secuestrar y golpear a dos hombres yazidíes pertenecientes al Movimiento Yazidí para la Reforma y el Progreso que criticaron las acciones de las autoridades. Después del secuestro las autoridades kurdas les dieron dos opciones: o aceptaban que eran kurdos o confesaban que eran "terroristas". Además, los oficiales kurdos les preguntaron qué idioma hablaban. Cuando los yazidíes respondieron "yazidí", fueron torturados nuevamente.
También ha habido algunos cambios demográficos en las áreas de mayoría yazidí después de la caída de Saddam. En el área de Sheikhan, que se considera un bastión histórico yazidí, las autoridades kurdo-iraquíes supuestamente han asentado a kurdos sunitas para fortalecer su reclamo de que debería ser incluida dentro de la Región iraquí del Kurdistán. En los tiempos modernos, se acusa a la Región del Kurdistán de apoderarse de los asentamientos tradicionales yazidíes.
Según informes de activistas yazidíes, desde 2003 unas 30 mujeres y niñas yazidíes fueron secuestradas y casadas a la fuerza con miembros de la fuerza de seguridad kurda Asayish.

## Base ideológica
Durante su historia, los yazidíes han estado en su mayoría bajo la presión de sus vecinos musulmanes, lo que llevó a la violencia y a las masacres en ocasiones.

Los muftíes kurdos han dado a la persecución de los yazidíes un carácter religioso y también la han legalizado. También los mulás kurdos como Mahmud Bayazidi consideraban a los yazidíes como infieles.

## Visión yazidí de las persecuciones
Recordar la persecución es una parte central de la identidad yazidí. Los yazidíes meenionan haber sufrido 74 genocidios en su historia y llaman a estos genocidios "Farman". El Farman número 72 puede derivarse de las tradiciones orales y las canciones populares de los yazidíes. El último Farman es el número 74 y hace referencia al genocidio de los yazidíes por parte de los terroristas del EI.